# آدیداس کوئسترا
آدیداس کوئسرا (به انگلیسی: Adidas Questra)  نامی است که در اصل توسط آدیداس برای رویدادهای بزرگ بین‌المللی در اواسط دهه ۱۹۹۰ به خانواده‌ای از توپ‌های فوتبال داده می‌شود. کوئسترا از «تلاش برای ستاره‌ها» نام‌گذاری شده، نسخه‌های پی در پی این توپ برای مسابقات المپیک ۱۹۹۶ و جام ملت‌های اروپا ۱۹۹۶ تولید شد. کوئسرا همچنین توپ رسمی لالیگا اسپانیا بود.

## تاریخچه
اولین توپ این خانواده به سادگی کوئسترا نام داشت و در ابتدا به‌عنوان توپ مسابقه رسمی جام جهانی فوتبال ۱۹۹۴ آمریکا طراحی شده‌بود.
به دلیل محبوبیت این توپ، دو نسخه جدید از کوئسترا وجود داشت که در سال ۱۹۹۶ منتشر شد. یکی از آن‌ها «کوئسترا اروپا» نام داشت و در نظر گرفته شده‌بود که توپ مسابقه رسمی جام ملت‌های اروپا ۱۹۹۶ در انگلستان باشد، در حالی که دیگری نام «کوئسترا المپیا» را بر خود داشت و توپ مسابقه رسمی مسابقات فوتبال در بازی‌های المپیک تابستانی ۱۹۹۶ بود.
در فرایند توسعه کوئسترا، آدیداس سعی کرد توپی سبک تر و پاسخگوتر ایجاد کند. آدیداس با ساخت توپ جدید از پنج مواد مختلف و پاکت کردن آن در فوم پلی‌استایرن، کوئسترا را ضد آب تر کرد و اجازه شتاب بیشتر در هنگام ضربه زدن را داد.
در نتیجه لمس توپ نرم تر شد و کنترل توپ بهبود یافت. این موضوع در عرض یک هفته از شروع جام جهانی ۱۹۹۴ خود را نشان داد، چرا که بازیکنان به سرعت با توپ جدید سازگار شدند و توانستند با استفاده از توپ سبک تر گل‌های بزرگی به ثمر برسانند. با این حال برخی از دروازه‌بان‌ها از غیرقابل پیش‌بینی بودن توپ در آب و هوای مرطوب شکایت کردند که مهار شوت به سمت دروازه را به ویژه دشوار می‌کرد.
آخرین نسخه کوئسترا ، «کوئسترا آپولو» بود که در مسابقات لا لیگا و توسط تیم ملی اسپانیا در فصل ۹۷–۱۹۹۶ مورد استفاده قرار گرفت. کوئسترا آپولو به جز حمل لوگوی فدراسیون فوتبال سلطنتی اسپانیا با کوئسترای اصلی از جام جهانی ۱۹۹۴ تفاوتی نداشت.
این توپ از سال ۱۹۹۴ تا ۱۹۹۷ در جام بین‌قاره‌ای مورد استفاده قرار گرفت.